# 결정계수

통계학에서 결정계수(決定係數, 영어: coefficient of determination)는 추정한 선형 모형이 주어진 자료에 적합한 정도를 재는 척도이다. 반응 변수의 변동량 중에서 적용한 모형으로 설명가능한 부분의 비율을 가리킨다. 결정계수의 통상적인 기호는 표본에서 {\displaystyle r^{2}}이 그리고 모집단에서는 {\displaystyle \rho ^{2}}이 사용된다.
일반적으로 모형의 설명력으로 해석되지만 모형에 설명 변수가 들어갈수록 증가하기 때문에 해석에 주의해야 한다. 이러한 문제를 해결하기 위해 수정 결정 계수가 제시되었다.
결정계수의 값은 0에서 1사이에 있으며, 종속변인과 독립변인 사이에 상관관계가 높을수록 1에 가까워진다. 즉, 결정계수가 0에 가까운 값을 가지는 회귀모형은 유용성이 낮은 반면, 결정계수의 값이 클수록 회귀모형의 유용성이 높다고 할 수 있다.

## 피어슨 상관 계수의 결정계수
피어슨 상관 계수(Pearson Correlation Coefficient ,PCC) {\displaystyle r}의 결정계수는 {\displaystyle r^{2}}이다.
{\displaystyle r_{XY}={{\sum _{i}^{n}\left(X_{i}-{\overline {X}}\right)\left(Y_{i}-{\overline {Y}}\right)} \over {{\sqrt {\sum _{i}^{n}\left(X_{i}-{\overline {X}}\right)^{2}}}{\sqrt {\sum _{i}^{n}\left(Y_{i}-{\overline {Y}}\right)^{2}}}}}}
따라서
{\displaystyle r^{2}=\left(r_{XY}\right)^{2}}
따라서  피어슨 상관 계수가 {\displaystyle -1\sim r\sim 1} 사이의 값을 가지므로 {\displaystyle r^{2}}은 0~1 사이의 값을 가지게된다.

## 같이 보기
- 앤스컴 콰르텟
- 피어슨 상관 계수
- 평균 제곱근 편차

## 참고 문헌
1. ↑  김석우, 《기초통계학》, 학지사, 2007, p.127